# Storia della Romagna
La Romagna è una regione storica dell'Italia fin dall'VIII secolo.
Con la costituzione del Regno d'Italia (1861) il nome "Romagna" cessò di avere connotazioni amministrative. Con la Costituzione della Repubblica Italiana (1948) la Romagna è inclusa, insieme a una delle regioni ad essa confinanti (l'Emilia), nella regione amministrativa composita denominata Emilia-Romagna.
Per offrire una descrizione complessiva del territorio romagnolo, questa voce si occupa anche dell'Età antica e del periodo 1861-1948. Inoltre la voce si occupa di tutte le città che fanno parte della Romagna storica, compresa la Repubblica di San Marino.

## La Romagna preromana

### La Preistoria
La Romagna fu abitata già dall'epoca preistorica, come dimostrano molti ritrovamenti, tra cui a Cesena il Colle Garampo e a Monte Poggiolo, presso Forlì.
Il Monte Poggiolo di Forlì è un colle su cui sorge un interessante castello, che deve ancora essere restaurato. A poca distanza da esso, in una località chiamata Ca' Belvedere, sono stati ritrovati, a partire dal 1983, migliaia di reperti litici risalenti a 800 000 anni dal presente (BP - Before Present in inglese), una delle più antiche attestazioni della presenza del genere Homo in Europa.
Da alcuni scavi effettuati nelle grotte della Vena del Gesso Romagnola sono emersi importanti reperti databili dall'eneolitico fino all'età del ferro e al medioevo.

### Dagli Umbri ai Celti

Elmo celtico ritrovato a Borgo Rivola (frazione di Riolo Terme), presso il greto del fiume Senio

I più antichi popoli che vissero nell'attuale Romagna di cui si hanno testimonianze storiche furono gli Umbri e gli Etruschi; a seguire, circa nel 350 a.C., il territorio fu conquistato dai Celti, il popolo che impose la propria lingua e la propria fisionomia alla Romagna. Tuttavia le etnie che già vi abitavano non scomparirono totalmente: infatti, con ogni probabilità, il grande commediografo Tito Maccio Plauto, originario Sarsina (centro dell'Appennino cesenate) era di origine umbra (Tite Plote).
Provenienti dal nord, i Celti si stanziarono in un ampio territorio che venne conosciuto come Gallia cisalpina: si estendeva dalle Alpi alla Pianura padana, comprendendo una parte dell'Appennino settentrionale e dell'Italia nord-orientale, presumibilmente fino a Senigallia, l'antica Sena Gallica. Tra i popoli che composero questa importante migrazione vi furono i Senoni, i Lingoni, e i Boi.

### L'epoca Celtica
All'ondata celtica, gli Umbri e gli Etruschi resistettero militarmente finché possibile, per poi soccombere all'esercito avversario. Sconfitti gli Etruschi sul Ticino, i Boi e i Senoni superarono l'Eridano (l'antico nome del Po) cacciando gli ultimi gruppi resistenti. Raggiunta la costa adriatica, i Senoni riuscirono a occupare un vasto territorio che fu chiamato poi dai romani Ager Gallicus. Tito Livio affermò che il loro territorio si estendeva, a nord, dal fiume Utis (oggi il Montone) fino, a sud, all'Esino, che scorre a poca distanza dalla città greca di Ankón (Ancona). A differenza dei Senoni, Lingoni e Boi si stanziarono nella Pianura padana settentrionale: lo testimoniano i ritrovamenti di sepolture di guerrieri celtici lungo le valli dei fiumi Santerno e Senio.
L'insediamento celtico, a distanza di oltre duemila anni ha tramandato tra le altre cose anche la lingua romagnola, derivata dal latino ma con un consistente substrato celtico, come ha rilevato il linguista Giacomo Devoto. Le inflessioni romagnole perdurano tuttora fino ai territori attorno a Senigallia.

## L'egemonia romana

### La conquista
La permanenza dei Celti fu subito minacciata dalla potenza dei Romani. Un pericolo di cui i Celti si resero conto già prima della realizzazione di quella Via Emilia che, iniziata nel 181 a.C., sarà il mezzo di penetrazione romana nei territori. Nonostante tutto, davanti all'imminente pericolo i Senoni e i Boi rimasero disuniti, probabilmente per contrasti sul controllo dei commerci nell'alto Adriatico.
Nel 390 a.C., per risposta all'avanzata romana, i Senoni comandati da Brenno occuparono Roma con un esercito che annoverava tra le proprie file anche alcuni romagnoli dell'epoca. Ma è Roma la predestinata alla vittoria: infatti nel 295 a.C. con la vittoria a Sentino iniziò il tramonto dei Senoni, che pochi anni dopo furono definitivamente sopraffatti.
Molte città della Romagna sono state fondate sotto il controllo dei romani: Faventia (Faenza) Ariminum (Rimini), Forum Livii (Forlì), Forum Cornelii (Imola), Forum Popili (Forlimpopoli). Cesena e Ravenna sono, invece, di origine più antica e furono "romanizzate" soltanto in seguito alla loro conquista.

### Epoca Repubblicana
Nel 192 a.C., quando Publio Cornelio Scipione (detto l'africano) cacciò i Celti oltre il Po, sarà la successiva battaglia di Milano a scacciare i Galli oltre le Alpi e a chiudere il loro dominio dopo oltre tre secoli di stanziamento in Italia e in Romagna.
Nonostante la conquista romana, l'eredità celtica non fu affatto cancellata. L'occupazione fu infatti rispettosa dei predecessori: Senoni e Lingoni non compromessi con Annibale furono autorizzati a rimanere nei territori e, pare, beneficiarono anche della distribuzione e della messa a coltura delle terre attraverso il sistema di centuriazione romana. Con il processo di romanizzazione lo "strato" celtico dei romagnoli non scomparve, ma si sovrappose alla nuova cultura imperante. Sotto il dominio della potenza romana e al centro della lotta fra Mario e Silla, la Romagna parteggiò per Mario, col quale si alleò anche Ravenna, che eresse in suo nome una statua nel foro. La scelta fu, però, deleteria, perché intere città andarono distrutte nel corso della guerra civile: toccò, ad esempio, a Forlì nell'88 a.C. La città, più tardi, venne ricostruita dal pretore Livio Clodio.
Infatti, proprio a Ravenna si diresse la flotta di Metello, luogotenente di Silla, che vi pose il centro delle sue operazioni. Così, diretto verso la via Emilia, Metello interruppe le comunicazioni mariane e poi sbaragliò a Faenza gli uomini di Carbone e Normanno.
Successivamente arrivò la crisi della repubblica romana e l'avvento di quei "regimi personali" che culminano con Cesare. Proprio Cesare, che ancora ricorda le narrazioni delle grandi invasioni celtiche, vide nella Gallia Cisalpina la chiave per la conquista dell'impero e un territorio con le migliori truppe. Era infatti la Romagna il consolato più ambito.
Il convegno di Lucca del 56 a.C. assegnò a Cesare (come stabilito fra lui e Pompeo) il consolato della Gallia per il 48 a.C.: ma quando il Senato fece retromarcia e intimò a Cesare di cedere il governo della Gallia e sciogliere il suo esercito, Cesare reagì da par suo. Il 12 gennaio del 49 a.C. varcò il Rubicone, al tempo confine invalicabile per un generale in armi e oggi corso d'acqua della provincia di Forlì-Cesena, diretto verso Rimini e poi su Roma. Da questo gesto incominciò la sua straordinaria avventura che lo porterà alla vittoria su Pompeo nella battaglia di Farsalo del 48 a.C. e al definitivo dominio di Roma. Anche in questo caso la Romagna dimostrò una sorta di "vocazione" ai grandi appuntamenti della storia.

### Epoca Imperiale
Con Augusto e l'epoca imperiale acquistarono crescente importanza Ravenna e il porto di Classe. Come ci racconta Plinio nella sua Naturalis historia, l'Italia è geograficamente suddivisa in 11 regioni. La Romagna è compresa nell'ottava regione, detta Gallia Togata Cisalpina e ha per confini l'appennino, il Po e Rimini, o come dice il Rossetti "il Crustumium, che si ritiene rappresentato dal fiume Conca: quindi con ciò ne risulterebbe un terzo spostamento del confine gallico, il quale sarebbe così passato dal Rubicone al Conca".
La ripartizione del territorio italico cambiò con Traiano prima e con Adriano poi: l'Italia era composta da 18 province, suddivisione approvata da Costantino I nel 336 e poi ammessa dall'imperatore Giustino I. In questa importante divisione la Gallia cisalpina era separata in due province distinte, decima e undecima, chiamate rispettivamente Emilia e Flaminia e aventi Bologna e Ravenna come capitali. Una divisione significativa di due territori che già allora erano sostanzialmente distinti.

## Le invasioni germaniche e l'Esarcato
Dopo Cesare e il successivo potere augusteo la storia della Romagna ricalcò quella di un impero che dopo secoli di costante declino inizia a dare segni di collasso, per poi cedere sotto il peso delle continue invasioni germaniche.
Nel 402 Ravenna divenne Capitale dell'Impero mentre Alarico, re dei Visigoti, invadeva l'Italia e saccheggiava la Flaminia facendo prigioniera Galla Placidia, figlia di Teodosio e sorella di Arcadio e Onorio.
Nel 410 avvenne il Sacco di Roma di Alarico.
Sessantasei anni dopo, nel 476: Odoacre, re degli Eruli, scese in Italia, entrò vittorioso a Ravenna dove depose Romolo Augusto. Proprio con la data del 476 gli storici hanno concordato la fine dell'Impero romano e l'inizio del Medioevo (più precisamente l'Alto Medioevo).
A Odoacre seguì Teodorico, che conservò, come Odoacre, leggi e costumi romani. Le invasioni in suolo italico continuarono e nel 568 fu la volta dei Longobardi capitanati da Alboino che l'anno successivo si impossessa di Piacenza, Parma, Reggio e Modena. La linea di demarcazione tra l'area occupata dai longobardi e quella rimasta in mano ai bizantini inizialmente fu posta tra Parma e Piacenza, poi iniziò a spostarsi verso Est. Nel VII secolo si fermò tra Modena e Bologna. La potenza longobarda trovò nel sistema difensivo bizantino un ostacolo al proprio avanzamento. Fu allestita una linea fortificata che andava da Ferrara (città di fondazione bizantina) a Faenza. Impostato su linee fluviali (essenzialmente il Santerno-Senio), il sistema era costituito da una lunga schiera di fortilizi (kastra) distanti tra loro appena 1,5–2 km in linea d'aria.
Fu in questo periodo che avvenne un fatto di eccezionale importanza per la storia romagnola: la nascita (tra il 582 e il 585) dell'Esarcato. Fondato dall'esarca Smaragdo, fu una provincia di dominio bizantino con capitale Ravenna, sulla base delle disposizioni imperiali di Maurizio. Similmente al cesaropapismo orientale (poteri temporali e spirituali in un solo uomo) al vertice dell'Esarcato si trovava l'esarca, con pieni poteri religiosi, politici e militari su un territorio comprendente oltre Ravenna anche gran parte della futura Romagna e del nord delle Marche, che includeva anche le città di Ferrara, Bologna e Adria.

## La Romagna

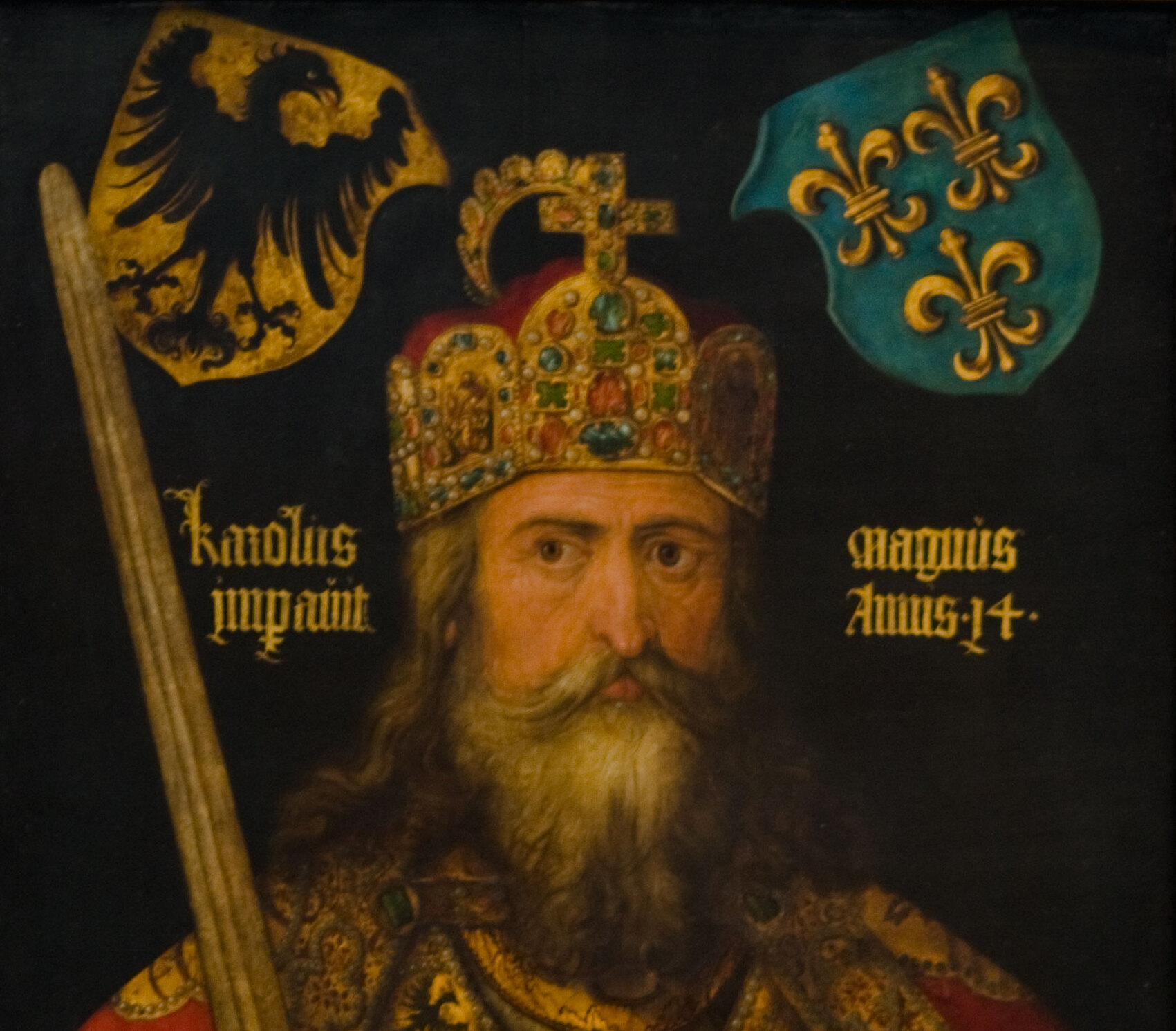
L'imperatore Carlo Magno.

La prima volta della Romandiola
(Capitolare di Carlo Magno dell'anno 803)
L'illustre storico Ludovico Antonio Muratori (1672-1750), riporta questo passo nella sua opera Annali d'Italia: dal principio dell'era volgare sino all'anno 1750.
Nonostante i continui attacchi l'Esarcato bizantino resistette ai Longobardi. Dopo le conquiste di Agilulfo (inizio VII secolo) il confine tra bizantini e longobardi fu posto lungo il fiume Panaro e il suo affluente Scoltenna. L'esarca, che aveva sede a Ravenna, difese strenuamente il territorio dell'"insula esarcale" (così veniva chiamata l'area attorno a Ravenna), che rimase l'unica regione della Valle padana retta da leggi, costumi e sistema alimentare di derivazione romana. Mentre infatti nel resto della pianura cispadana i Longobardi imposero nuove unità di misura (che sono alla base delle attuali misure agrarie tradizionali), in Romagna si mantennero in uso più a lungo le misure romane.
È in questa circostanza che nasce la Romagna: mentre il territorio sottomesso ai Longobardi venne definito Langbard, da cui Langobàrdia (poi Lombardia), l'insula esarcale divenne per contrapposizione "Romandíola" [= ridotta, residua terra dei romani]. La protrazione dell'accento, usuale negli sviluppi volgari del suffisso latino -olus, diede origine poi a Romaniòla, generalmente scritto Romandiola nei documenti ufficiali. L'ultimo documento, in ordine di tempo, in cui la Romagna appare scritta con questa forma è la Descriptio provinciæ Romandiolæ del 1371. Nei testi in latino del Basso Medioevo appaiono indifferentemente sia Romania, sia Romandiola. Nei testi in volgare, invece, la forma più usata è Romagna, e sarà questa poi a prevalere.
I due secoli di vita dell'Esarcato furono decisivi per la caratterizzazione culturale, giuridica, linguistica e produttiva del territorio.
Diversità fra la Romagna e l'area oggi detta emiliana emersero in differenti settori della vita economica e produttiva: nelle campagne della Langobardia il ruolo centrale che le città avevano giocato in età romana venne assunto da nuove realtà di stampo rurale come le corti, i villaggi o i potenti monasteri di campagna. Al contrario, nella Romandiola la città continuò a rappresentare — secondo il modello romano — il perno della vita civile, amministrativa, religiosa ed economica. Emerse come forma caratteristica di insediamento agricolo romagnolo la proprietà dai 6 ai 12 ettari (parcella del reticolo centuriate): i fundi. Un aggregato di più fundi era una massa.
La "romanità" di queste zone ha avuto, pare, influenza non piccola anche in campo artistico: secondo Henri Focillon, infatti, l'arte romanica, soprattutto in architettura, deriva dall'adattamento dell'arte imperiale bizantina, ben presente a Ravenna, ad altri ambienti, come quelli rurali, ad esempio. Pertanto, già verso la metà del primo millennio dell'era cristiana, nelle pievi delle campagne tra Ravenna e Forlì il romanico aveva compiutamente assunto quelli che saranno per secoli i suoi caratteri definitivi. Ecco una possibile spiegazione del termine "romanico": si tratterebbe appunto dello stile "della Romandiola".
A difesa del confine con i longobardi, i bizantini realizzarono un limes di grande spessore strategico strutturato su più linee difensive lungo i due corsi d'acqua principali del territorio: il Santerno-Senio e il Lamone. I bizantini individuarono un certo numero di siti di fattorie romane abbandonate. Su di esse edificarono un castrum (presidio militare) costruito con il materiale di recupero proveniente dalla fattoria stessa.
I castra erano posizionati a 1,5 – 2 km di distanza l'uno dall'altro: in questo modo le truppe potevano accorre in soccorso dei castra vicini in caso di incursioni nemiche.
Molti centri urbani della Bassa Romagna nacquero proprio come presidi bizantini. Tra essi: 
- sulla linea del Santerno-Senio: Sant'Agata sul Santerno e Villa San Martino;
- sulla linea del Lamone: Bagnacavallo.

Negli anni tra il 727 e il 728 i Longobardi di Liutprando saccheggiarono il porto di Classe. Successivamente, approfittando dello sbandamento delle forze bizantine, occuparono varie città dell'entroterra, tra cui Imola. La linea difensiva posta al confine dei possedimenti bizantini da quelli longobardi arretrò fino al corso del fiume Senio.
Dopo un secolo e mezzo di vita, l'Esarcato cadde nel 751. Il re longobardo, Astolfo attaccò le terre bizantine in Italia, conquistando sia Ravenna sia la Pentapoli. Ma questa volta Costantinopoli non intervenne. Un aiuto inaspettato giunse da Roma: papa Stefano II, infatti, temendo che Astolfo scendesse verso l'Urbe, chiamò Pipino il Breve di Francia. Pipino inviò in Italia due volte i suoi eserciti per sconfiggere i Longobardi (754 e 756). Nel 756 consegnò il territorio tra Roma e Ravenna al papato. Nel 774 il figlio Carlo Magno, dopo aver sottomesso definitivamente i Longobardi, sancì formalmente l'appartenenza alla Santa Sede dei territori ex bizantini. Così, dopo una fase di alterne vicende nel controllo politico della Romagna tra i Longobardi e l'arcivescovo di Ravenna, l'intervento dei Franchi fu decisivo per la soluzione positiva del conflitto.

## Il Medioevo

### Comuni e Signorie

La Romagna nell'Italia dell'anno 1000

Alla morte di Carlo Magno, l'Impero passò al figlio Ludovico il Pio; successivamente venne diviso tra i suoi eredi, frammentandosi irreversibilmente. In Italia venne costituito un Regno d'Italia con capitale a Pavia, principale città longobarda. Dopo Pavia, Ravenna fu una delle principali sedi imperiali nella penisola. Nell'892, infatti, Lamberto II di Spoleto, ottavo successore di Carlo Magno, fu incoronato nella città bizantina imperatore da papa Formoso. Venne introdotto il sistema vassallatico franco, basato sui rapporti fiduciari e di dominio dell'imperatore nei confronti dei suoi vassalli. Una dopo l'altra, le città romagnole dovetterò prestare giuramento di fedeltà all'imperatore carolingio. Il potere imperiale si alternava a quello ecclesiastico: quest'ultimo non faceva capo alla Sede Apostolica, bensì della sede di Ravenna: gli arcivescovi cercarono di creare un loro dominio temporale analogo a quello dei papi a Roma. Probabilmente cercarono anche di ripristinare la precedente struttura amministrativa bizantina. Nel 999 l'arcivescovo Gerberto ottenne dall'imperatore Ottone III il riconoscimento della signoria sopra una vasta area che si estendeva, a ovest, dall'alta Valle del Santerno alle Valli di Comacchio, e a est, dal Montefeltro al mare di Rimini. Quel territorio cispadano orientale fu definitivamente e per sempre denominato Romagna.
Nei primi secoli dopo il Mille i fenomeni più rilevanti che investirono la Romagna furono:
1. L'emergere delle prime libertà comunali. I Comuni nacquero come federazione di associazioni a base familiare o corporativa[20]. A Ravenna, la prima attestazione dell'esistenza del Comune risale al 1106 circa. All'inizio del XII secolo è attestata la presenza dell'autorità comunale anche a Faenza. Nel 1138 appare a Forlì e nel 1140 a Imola. Entro la fine del secolo anche Cesena e Rimini si costituiscono in libero comune. Per quanto riguarda la carica di podestà, essa appare la prima volta: a Imola nel 1153, a Faenza nel 1155, a Ravenna nel 1181, a Forlì nel 1194, a Rimini nel 1195 e a Cesena nel 1196[20]. Fin dalla loro fondazione, i Comuni reclamarono una sempre maggiore indipendenza dall'impero germanico. Nel 1176 l'imperatore Federico I Barbarossa fu sconfitto dalla Lega Lombarda nella battaglia di Legnano. Nella successiva pace di Venezia (1177) si impegnò a rispettare le libertà comunali, ma la promessa non fu mantenuta;
2. L'affrancamento dei liberi comuni dalla sottomissione all'imperatore e la successiva affermazione della Chiesa nei territori che le erano stati usurpati dagli imperatori germanici dopo le donazioni dei Carolingi.[21]

Alla fine del XII secolo, Enrico VI (1191-97) aveva deciso di modificare la ripartizione  dei territori posseduti in Italia. Le modifiche riguardavano anche la Romagna: in un primo tempo (1193), Enrico VI pensò di unirla politicamente alla Tuscia, conferendo a Corrado di Urslingen la sovranità su marchio Tusciae et totius Romaniae. Ma poi decise per una diversa ripartizione: volle creare un unico vasto dominio nella pianura padana. Dalla posizione di forza acquisita dopo la conquista della Sicilia (1194), Enrico nominò il suo luogotenente Marcovaldo di Annweiler «duca di Ravenna e della Romagna» e «marchese di Ancona».
Nel Trattato con Venezia (Pactum cum Venetis), concluso nel 1197 dall'imperatore con il doge veneziano, Enrico VI rivendicò il suo dominio su tutte le città della Romagna. Il documento fu sottoscritto anche da Marcovaldo, che si firmò: dapifer marchio Anconæ, dux Ravennæ et Romaniolæ. Enrico morì nello stesso anno; il potere in Romagna rimase nelle mani di Marcovaldo.
Con la crisi dell'Impero in Germania e in Italia (fine XII secolo), alcune città delle Marche e della Romagna (Ravenna e Rimini) si ribellarono apertamente al rappresentante imperiale e crearono, nel febbraio 1198, una lega contro Marcovaldo. Il vicario imperiale si asserragliò a Cesena. Le città ribelli posero Cesena sotto assedio (maggio 1198). Vista la situazione di stallo, Papa Innocenzo III intervenne con l'arma spirituale dell'interdetto, provocandone la resa (ottobre). Successivamente Marcovaldo riparò nelle Marche e poi si trasferì nel Regno di Sicilia.

L'unione e la pace ebbero breve durata, quasi come una pausa tra una guerra e l'altra. Il XIII secolo fu caratterizzato, di nuovo, dalle lotte tra città e città. In ogni città perdurò un'accesa rivalità tra una famiglia guelfa (fedeli al Papa) e una famiglia ghibellina (fedele all'imperatore):
Rivalità nelle principali città romagnole (1210-1278)
| Città   | Famiglia guelfa | Famiglia ghibellina |
| Ravenna | Traversari      | Anastagi            |
| Rimini  | Gambacerri      | Parcitadi           |
| Cesena  | Ubertini        | Mazzolini           |
| Forlì   | Argogliosi      | Ordelaffi           |
| Faenza  | Manfredi        | Accarisi            |
| Imola   | Brizzi          | Mendoli             |

Una delle brevi paci fu siglata nel 1210, sotto gli auspici dell'imperatore Ottone IV di Brunswick. La guerra riprese nel 1216, con lo scontro tra Cesena e Rimini. Si schierarono con la prima, Bologna, Ferrara, Reggio, Faenza, Forlì e Bertinoro; con la seconda, Ravenna, Fano, Pesaro, Urbino, i conti di Carpegna e i Montefeltro. Già a quest'epoca il limite occidentale del territorio romagnolo era posto sul torrente Sillaro. L'episodio più sensazionale di questa fase fu l'inattesa disfatta dell'imperatore Federico II di Svevia a Parma, il 18 febbraio 1248. La sconfitta provocò un improvviso indebolimento dell'autorità imperiale. Ne approfittò papa Innocenzo IV, che inviò il proprio legato pontificio, Ottaviano degli Ubaldini, per riportare quante più città possibili sotto il dominio della Chiesa di Roma. Ottaviano si pose a capo di un esercito guelfo reclutato con l'aiuto della città di Bologna, che esercitò un ruolo predominante. A partire da maggio riuscì a riportare sotto le insegne pontificie Forlì, Forlimpopoli, Cesena, Imola, Cervia, Ravenna e, in giugno, Rimini. Roberto di Giovanni Malatesta, Malatesta da Verucchio, il conte Ugo di Carpegna e Taddeo II da Montefeltro, fino ad allora fedelissimi dell'imperatore, cambiarono bandiera passando dalla parte guelfa. Successivamente il cardinal legato frenò le aspirazioni egemoniche dei bolognesi in Romagna vincolandoli a una serie di statuti (15 ottobre 1249) che, tra l'altro, imponevano a Bologna di stare agli ordini della Chiesa e le proibivano «di fare esercito e cavalcata» e di «erigere fortificazioni» in Romagna. Nonostante ciò il Comune felsineo perseguì una politica di espansione verso le città romagnole (1250-1274). Imola e Faenza caddero sotto il dominio bolognese. Nel 1256 fu la volta di Forlì e nel 1264 di Ravenna. Il comune felsineo giunse a controllare le saline di Cervia. Nelle città conquistate, furono nominati cittadini bolognesi alle cariche di podestà e capitano del popolo. Nello stesso periodo, penetrarono per la prima volta in territorio romagnolo: la Repubblica di Venezia, che prese il controllo delle foci del Po di Primaro, e gli Este di Ferrara, che occuparono il territorio di Argenta. Mentre l'intervento dei marchesi di Ferrara ebbe carattere episodico e l'ingerenza di Bologna fu repressa entro la fine del secolo dall'intervento papale, Venezia pose le basi per un'espansione della propria economia in Romagna.
Nella seconda metà del XIII secolo il principale esponente del campo guelfo fu Malatesta da Verucchio (1212-1312), capostipite del casato malatestiano. Il capo dei ghibellini di Romagna fu Guido da Montefeltro (1223-1298).
La contesa tra papato (regnava Niccolò III) e impero terminò nel 1278, quando le ex terre esarcali passarono definitivamente sotto la sovranità papale. Rodolfo I d'Asburgo accettò di cedere la sovranità sui territori della pianura padana e dell'Italia centrale in cambio dell'incoronazione imperiale. Rodolfo acconsentì a «revocare ed annullare i giuramenti di fedeltà di Bolognesi, Imolesi, Faentini, Forlimpopolesi, Cesenati, Ravennati e Forlivesi, nonché dagli uomini del Montefeltro, di Bertinoro, Riminesi ed Urbinati etc.». In base all'accordo, i diritti maiestatici cessarono di essere divisi fra i papi e gli imperatori o i loro vicari e conti; le investiture feudali o signorili divennero di spettanza pontificia.
In realtà, neanche questo atto servì a portare la pace: la regione rimase in uno stato di ribellione intermittente. Nell'autunno del 1281, papa Martino IV inviò un esercito italo-francese guidato da Giovanni d'Appia per conquistare la capitale ghibellina, Forlì. Nel 1282 i ghibellini, capitanati da Guido da Montefeltro, riuscirono a rompere l'assedio nella celebre battaglia di Forlì. L'episodio è ricordato da Dante Alighieri: "la terra che fe' già la lunga prova e di Franceschi sanguinoso mucchio" (Inferno XXVI, 43-44). Il pontefice sollevò dal suo incarico Giovanni d'Appia e nominò capitano militare l'inglese Guido di Monforte. Nel 1283 l'esercito guelfo di Monforte conquistò Forlì, Cesena e Cervia.
Pacificata la regione, fu creata la figura del Rettore, un nobile o un uomo d'armi di lungo corso, incaricato di far mantenere l'ordine sociale. Il governo del Rettore sulle città appena riconquistate non brillò per equilibrio e magnanimità. Il rappresentante papale usò spesso il pugno di ferro sulla popolazione. In pochi anni la sua figura divenne impopolare. Nel 1290 le principali famiglie guelfe di Romagna (Malatesta di Rimini e Da Polenta di Ravenna), insofferenti del rigido controllo imposto dal rappresentante pontificio, spinsero le città alla ribellione: nella notte tra l'11 e il 12 novembre il rettore Stefano Colonna fu imprigionato con tutto il suo seguito. I Da Polenta e i Malatesta ritornarono a governare nelle rispettive città; i comuni in rivolta occuparono Forlì e gli altri centri fedeli alla Santa Sede.
Dopo il 1278 le principali signorie di Romagna furono quelle dei:
- Da Polenta a Ravenna (guelfi): dal 1275 al 1441;
- Malatesta a Rimini (guelfi): dal 1295 al 1528 e a Cesena dal 1377 al 1465;
- Ordelaffi a Forlì (ghibellini): dal 1295 al 1480 e a Cesena dal 1333 al 1347;
- Manfredi a Faenza (guelfi): dal 1319 al 1509;
- Alidosi a Imola (guelfi): dal 1292 al 1311 e dal 1334 al 1424.

Cervia, invece, era stata occupata dalla Repubblica di Venezia, che si impossessò delle saline ed esercitò il monopolio del sale in tutta la pianura padana e in Toscana.

### Dal ritorno del papato al 1499
Nel XIV secolo, quando il papato fu trasferito in Francia, ad Avignone (dal 1309), le città romagnole passarono in mano a famiglie di parte ghibellina. Gli Ordelaffi rioccuparono Forlì, Cesena, Forlimpopoli (tutte e tre sedi vescovili), Castrocaro, Meldola e Bertinoro, e i Manfredi tornarono a esercitare la loro signoria su Faenza. Rimasero fedeli alla Chiesa gli Alidosi (signori di Imola), i Da Polenta (Ravenna e Cervia) e i Malatesta (Rimini e Cesena). Alla metà del secolo salì al pontificato Innocenzo VI; nel dicembre 1352 il nuovo pontefice si propose di ripristinare il dominio della Chiesa in Romagna e nelle Marche. Il Papa elesse a suo Legato, e vicario generale, il cardinale spagnolo Egidio Albornoz (30 giugno 1353). Dapprima il Legato tentò la via disciplinare (condanna in contumacia, pubblica sentenza di scomunica). Non avendo ottenuto risultati, diede principio alla guerra. Nel 1355 sconfisse i Malatesta, che chiesero la pace e passarono dalla parte guelfa. Poco dopo furono imitati da Guido Lucio da Polenta di Ravenna. Negli anni seguenti Albornoz riportò anche la conquista di Cesena (1357), Faenza e Forlì. Quest'ultima però fu oggetto di un assedio durato due anni. Francesco II Ordelaffi, capitano di Forlì, infatti si era asserragliato all'interno delle mura; Innocenzo VI si risolse a proclamare una crociata contro i Forlivesi, per poterne avere ragione. La città fu accerchiata nel 1357 e fu presa solamente il 4 luglio 1359, ma non per le capacità militari degli assedianti, bensì per le oscure trattative intessute da Giovanni Oleggio, vicario della famiglia Visconti nella guelfa Bologna. 
Si perdonarono a Francesco Ordelaffi le offese fatte alla Chiesa e si annullò ogni processo contro di lui concedendogli, per dieci anni, la signoria feudale di Forlimpopoli e Castrocaro.
Nello stesso anno 1357 la Santa Sede procedette alla riorganizzazione del territorio. Lo Stato della Chiesa fu diviso in province, termine di bizantina (e quindi romana) memoria. Tutto il territorio romagnolo venne compreso nella Provincia Romandiolae et Exarchatus Ravennae. A capo della Provincia fu posto un vice-legato, dipendente dal cardinale legato di Bologna.
Le uniche modifiche territoriali intercorse riguardarono:
- la cessione di una porzione del territorio appenninico ai Medici di Firenze, che andò a costituire la Romagna toscana[33];
- la cessione, temporanea, dei comuni compresi tra il fiume Reno (a nord) e l'odierna strada San Vitale (a sud) agli Este di Ferrara[34][35];

Alla metà del XIV secolo le sedi vescovili in territorio romagnolo erano: Ravenna, Cervia, Rimini, Bertinoro, Cesena, Sarsina, Forlì, Faenza e Imola: tutte avevano un governatore, con l'eccezione di Cervia e Sarsina, che erano guidate da un podestà.

La guerra divampò nuovamente pochi anni dopo, quando Bernabò Visconti, signore di Bologna, si alleò con gli Ordelaffi e i Manfredi contro lo Stato pontificio e le signorie guelfe.

Francesco Ordelaffi, che aveva posto il proprio quartier generale a Forlimpopoli, ordì una congiura per impossessarsi di Forlì, ma fu scoperto. Costretto a venire a patti, acconsentì di lasciare la Romagna per sempre a patto di ricevere un vitalizio. Partì per Chioggia, nella Repubblica di Venezia. Il cardinale Albornoz, distrusse la città di Forlimpopoli (aprile o luglio 1360) e trasferì i privilegi di città e di sede vescovile nella vicina Bertinoro. Il cardinale prese residenza a Forlì, la città che più si era opposta allo Stato della Chiesa.

La guerra ebbe termine solamente nel 1364, per le sollecitazioni dell'Imperatore e dei re di Francia e di Ungheria. La pace fu firmata il 13 marzo. Visconti, sconfitto, rinunciò a Bologna in cambio di 300.000 fiorini d'oro.
Preparando il suo rientro a Roma dall'esilio avignonese, nel 1371 papa Gregorio XI incaricò il cardinale Anglico de Grimoard di effettuare un censimento demografico-fiscale di tutte le famiglie della Romagna. Il rapporto passò alla storia con il nome Descriptio provinciæ Romandiolæ. La notizia del rientro del papa si diffuse in Italia e le più potenti famiglie romagnole cercarono per l'ultima volta di riprendere il controllo delle città. Gli Ordelaffi e i Manfredi tornarono a dominare rispettivamente Forlì e Faenza. Cesena invece fu coinvolta nella guerra di Firenze contro lo Stato pontificio (Guerra degli Otto Santi) e fu messa a ferro e fuoco nel 1377 da un battaglione di soldati mercenari bretoni al soldo della Santa Sede. Nel 1377 la Santa Sede concesse a Bologna il vicariato sul territorio imolese. Nel 1389 la città felsinea fondò, al confine tra Imola e Faenza, l'enclave di Castel Bolognese.
Per quanto riguarda le condizioni di vita delle classi sociali, nel Medioevo romagnolo non mancarono piccoli proprietari che lavorarono la propria terra, ma tale modello fu molto meno diffuso di quello che prevedeva la distinzione fra proprietà e lavoro (dove la proprietà era dei nobili). Siccome il romagnolo era per natura mal disposto al sopruso, nell'epoca dei signori locali (Malatesta, Da Polenta, Ordelaffi, ecc.) gli abitanti delle città governate da queste famiglie rifiutarono un ruolo passivo nel gioco di equilibri tra papa e imperatore.
Nel corso del XV secolo il territorio della Romagna subì i tentativi di espansione delle potenze emergenti dell'epoca: Milano, Ferrara, Venezia e Firenze. Andando con ordine:
- Filippo Maria Visconti, Duca di Milano, conquistò Forlì e Forlimpopoli e occupò Imola (1422-1423);
- Nel 1440 il Ducato di Ferrara acquisì il possesso dell'area pianeggiante che si estendeva tra Conselice e Fusignano. Essa divenne nota con il nome di Romandiola (oggi Romagna estense) e nel corso del Cinquecento vide emergere come centro principale la florida cittadina commerciale di Lugo;
- Nel 1441 la Repubblica di Venezia conquistò militarmente Ravenna (che cessò di essere una sua concorrente negli scambi commerciali dell'Adriatico);
- Alla metà del secolo XV la Repubblica fiorentina aveva conquistato, o acquisito, una fetta consistente di territori, spingendosi fin quasi alle porte di Forlì, a ridosso della Via Emilia lambendo terre ricche di grano e prossime alle saline di Cervia.

## L'Età Moderna

### Cinquecento e Seicento

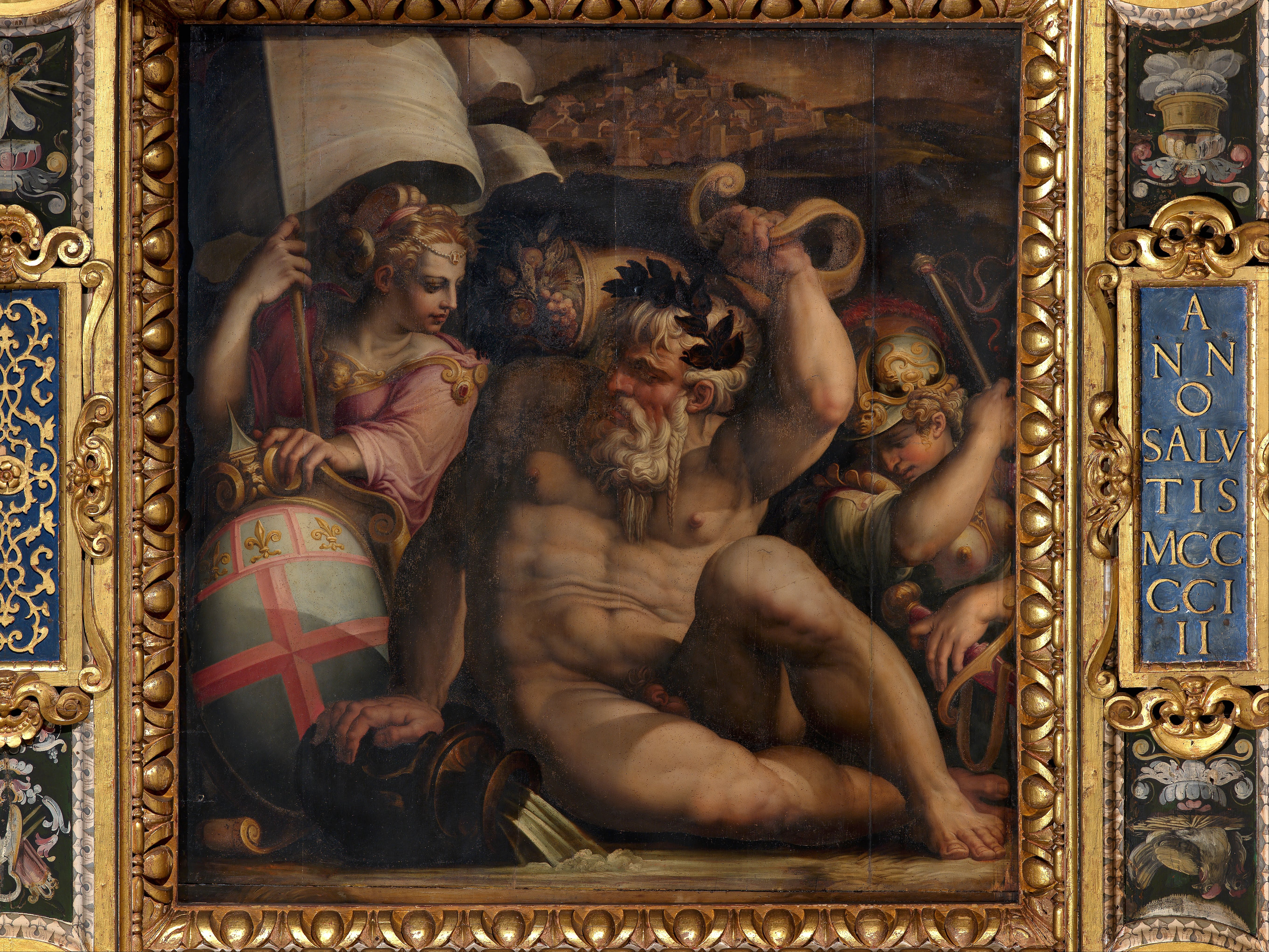
Allegoria della Romagna di Giorgio Vasari

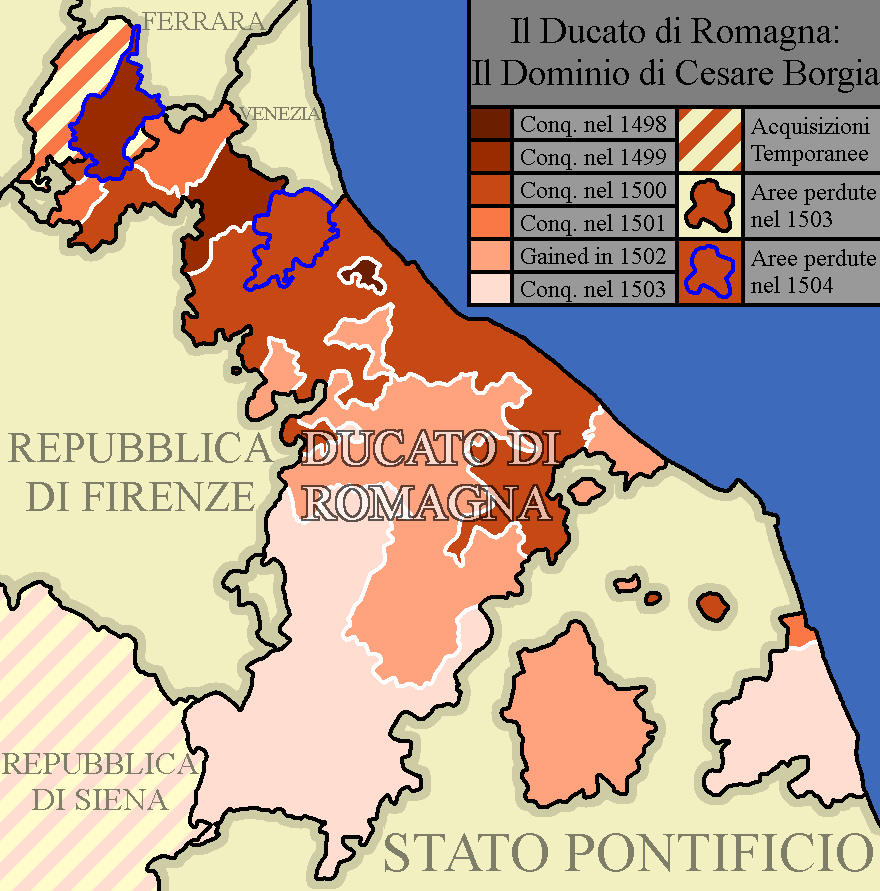
Carta dei domini di Cesare Borgia. Le fonti sono nella descrizione.

Alla fine del XV secolo si assistette al tentativo di papa Alessandro VI di espandere i domini della propria famiglia (gli spagnoli Borgia) attraverso una politica di conquiste militari. Nel progetto di Alessandro VI, il figlio Cesare Borgia sarebbe diventato il monarca di uno Stato. Inizialmente il pontefice mirò a detronizzare regni già esistenti (a partire dal Regno di Napoli di Ferrandino d'Aragona); non essendoci riuscito, progettò per il figlio la conquista dei territori della Romagna.
Il piano fu messo in atto nell'autunno del 1499. Alessandro VI emanò una bolla con la quale dichiarò decaduti dalla carica di vicario pontificio i signori di Rimini (i Malatesta, che governavano anche Cesena), Forlì e Imola (Caterina Sforza) e Faenza (i Manfredi). Poi il pontefice lasciò mano libera al figlio. Tra il 1499 e il 1500 Cesare Borgia, alla testa di truppe mercenarie, sconfisse una dopo l'altra le signorie delle città romagnole. A Rimini il Valentino inflisse un colpo mortale alla signoria dei Malatesta, che non si risollevò più. Faenza, posta sotto assedio, resistette per sei mesi guidata da Astorre III Manfredi, all'epoca sedicenne, che fu catturato, condotto a Roma e quindi assassinato. Cessò così definitivamente la signoria manfreda. A Imola e Forlì il Borgia superò la strenua resistenza di Caterina Sforza, asserragliata nella rocca di Ravaldino (assedio di Forlì). Non attaccò invece Ravenna, che apparteneva alla Repubblica di Venezia. Nel 1501 il Borgia fu proclamato da Alessandro VI "Duca di Romagna"; fissò la sua capitale a Cesena. Le sue prime decisioni furono di verificare l'effettiva solidità delle fortezze e controllare lo stato delle vie di comunicazione. A tal fine chiamò il miglior ingegnere e architetto conosciuto all'epoca: Leonardo da Vinci. Nell'estate del 1502 il genio fiorentino visitò i principali centri della Romagna. Ecco il testo del salvacondotto che il Borgia diede a Leonardo per consentirgli di muoversi liberamente nel suo territorio:

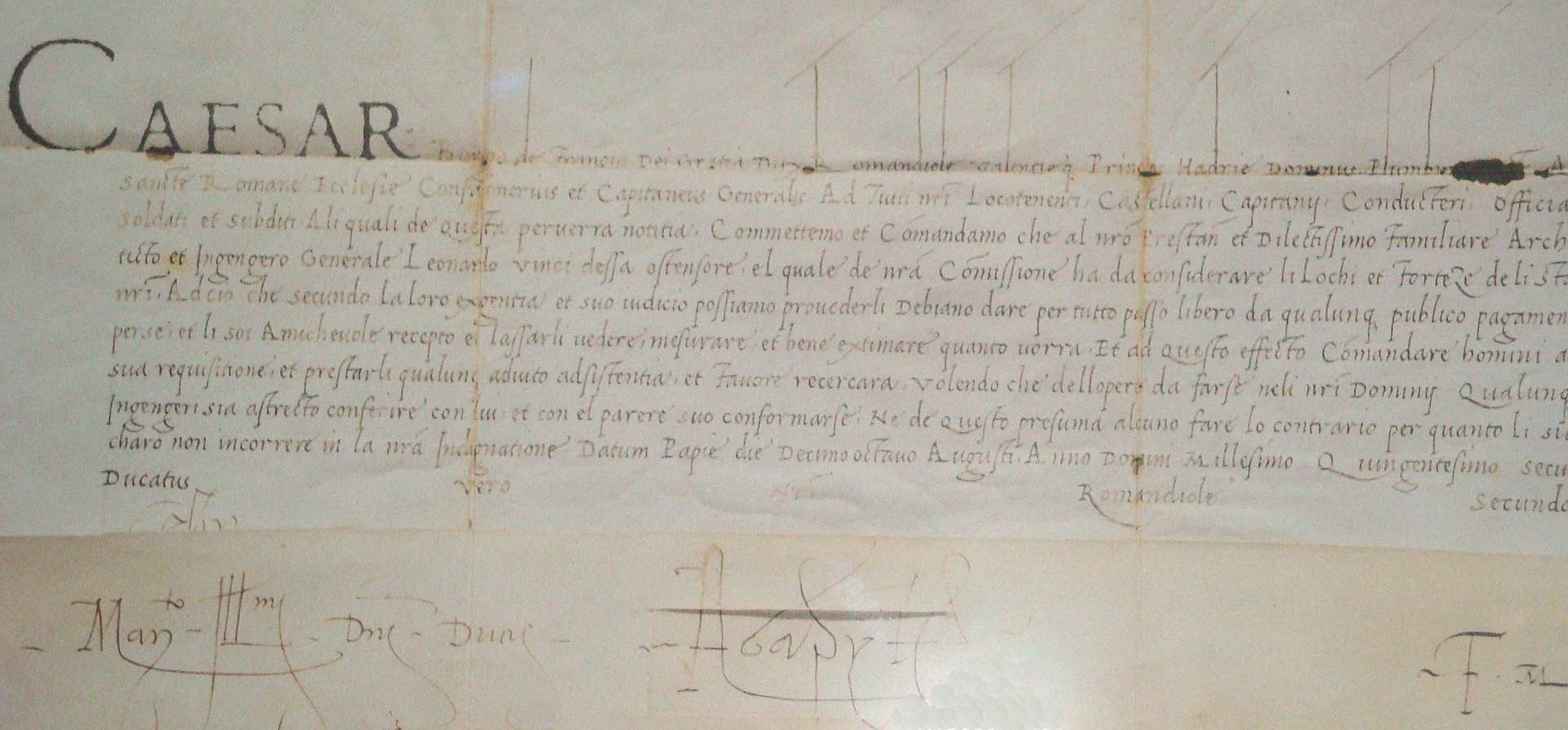
Il Salvacondotto per Leonardo da Vinci concesso da Cesare Borgia

Sancte Romane Ecclesie Confalonerius et Capitaneus Generalis. Ad tutti nri Locotenenti, Castellani, Capitanii, Conducteri, Officiali

Soldati et Subditi a li quali de questa peruerra notitia. Commettemo et Comandamo che al nro prestan et dilectissimo familiare Archi-

tecto et Ingengero [sic] Generale Leonardo Vinci dessa ostensore el quale de nra commissione ha da considerare li lochi et fortezze de li Stati

nri. Adcio che secundo la loro exigentia et suo iudicio possiamo prouederli debiano dare per tutto passo libero da qualunq publico pagamento

per se et li soi, amicheuole recepto et lassarli vedere, mesurare et bene extimare quanto uorra. Et ad questo effecto comandare homini ad

sua requisitione et prestarli qualunq adiuto, adsistentia et fauore recercara. Volendo che dellopere da farse neli nri Dominii qualunq

Ingengeri [sic] sia astrecto [sic] conferire con lui et con el parere suo conformarse. Ne de questo presuma alcuno fare lo contrario per quanto li sia

charo non incorrere in la nra indignatione. Datum Papie die decimo octavo Augusti. Anno domini Millesimo Quingentesimo secundo

Ducatus 					vero 						Romandiole 				secundo

Mandat. Illmi. Dni. Ducis
A. Basyl.
F. Martius»
Romandiola (alias Flaminia). La mappa fu dipinta fra il 1580 e il 1583 sui muri della Galleria del Belvedere in Vaticano dal matematico e cosmografo perugino Ignazio Danti, domenicano (1536-1586). L'opera deriva, con sicurezza, da rilievi e ricognizioni personali eseguite nel 1579 direttamente dal Danti per incarico di mons. Giovan Pietro Ghislieri, Presidente della Legazione di Romagna nel quinquennio 1578-1583.
La più antica carta a stampa in cui compare anche la Romagna, denominata Romandiola cum Parmensi Ducatu venne realizzata nel 1589 da Gerardus Mercator.
Pochi anni dopo fu realizzata la prima mappa in cui compare solo la regione romagnola: Romagna olim Flaminia (Romagna, un tempo detta Flaminia) da parte del padovano Giovanni Antonio Magini, cartografo e professore di astronomia all'Università di Bologna. La carta vide la luce in una prima stesura il 15 aprile 1597, in una seconda edizione il 15 dicembre 1598 e fu pubblicata postuma nel 1620 dal figlio Fabio (nella dedica l'autore dichiara esplicitamente che il disegno del 1597 non era riuscito). Per compilare la carta della Romagna olim Flaminia del 1598 (che riporta per la prima volta i confini amministrativi tra Romagna e Granducato di Toscana) il Magini utilizzò come fonti sia i rilievi eseguiti da Ignazio Danti, sia la Carta del Dominio Fiorentino redatta da Stefano Bonsignori.

L'orografia è rappresentata con il sistema prospettico a monticelli: un gruppo di torri localizza i centri sulla via Emilia e i nuclei di Bertinoro e Sarsina, mentre un cerchio individua gli insediamenti lungo le vallate senza una loro esatta collocazione.

Le tre distinte carte Bononiense territorium, Ferrarensi Ducatus e Romagna olim Flaminia furono inserite nell'epitome del 1612 (edizione Vrients) del celeberrimo atlante geografico olandese Theatrum Orbis Terrarum. Da segnalare, infine, la carta del Baudrand (ristampata nel 1669) dove la Repubblica di San Marino è indicata per la prima volta come stato indipendente.
Nel 1506 il nuovo Papa, Giulio II, effettuò un viaggio in Romagna, il primo di un papa nella veste di Capo di stato. Il viaggio, iniziato alla fine di agosto, toccò Savignano, Cesena, Forlimpopoli, Forlì, Imola e Bologna (11 novembre). Giulio II tornò a Roma nel febbraio dell'anno seguente.

Proprio nel 1507 morì il Borgia. La Romagna ridiventò in poco tempo terra di conquista di potenze esterne come i Visconti, Venezia e il Granducato di Toscana. Il Ducato cessò di esistere.
Nel 1508 Giulio II si unì temporaneamente alla Lega di Cambrai, un'alleanza formata dalle maggiori potenze europee contro la Repubblica di Venezia. La Lega sconfisse la Serenissima il 14 maggio 1509. Lo Stato Pontificio rioccupò Faenza Ravenna, Cervia e gli altri porti del litorale romagnolo che Venezia le aveva sottratto negli anni dal 1499 al 1503.
All'inizio del XVI secolo erano riesplose le lotte tra le famiglie nobili romagnole. Vennero rispolverate le secolari distinzioni tra Guelfi e Ghibellini. I primi erano i sostenitori dei reali di Francia, mentre i secondi erano sostenitori degli Asburgo. Gli scontri furono particolarmente aspri nella città di Ravenna e nella vicina Bagnacavallo. 

Le famiglie furono schierate come segue:
| Famiglie ghibelline                                                       | Città            | Famiglie guelfe | Città        |
| Rasponi Monaldini Pignattii Succi Zambellettii Morigi                     | Ravenna          | Lunardi o Leonardi Dal Sale Grossi Ruggini Spreti Rubboli Abbocconi Aldobrandini Gordi Butrighelli Sassi Buonamici Guaccimanni Piccinini Dalla Pozza | Ravenna      |
| Biancoli Gajani Lazzari Brandolini Tallandini Guicciardi                  | Bagnacavallo     | Papini Sorboli Cortesi Contessi Zorli | Bagnacavallo |
| Vajni                                                                     | Imola            | Sassatelli | Imola        |
| Calderoni Saveroli                                                        | Faenza           | Naldi Zauli | Faenza       |
| Cavini                                                                    | Brisighella      | Spada | Brisighella  |
| Numai                                                                     | Forlì            | Padovani Serughi | Forlì        |
| Guidi                                                                     | Bagno di Romagna | |              |
| Venturelli                                                                | Cesena           | Tiberti Bettini o Bottini | Cesena       |
| Ricciardelli                                                              | Rimini           | Tingoli o Tignoli | Rimini       |
| Fonte: Giovanni Pietro Ghislieri, Descrizione della Romagna (circa 1585). |                  | |              |

Nel 1559 la pace di Cateau-Cambrésis divise i territori a sud del Po, partendo da Ovest verso Est, come segue: ai Farnese Parma e Piacenza, agli Este Ferrara, Modena e Reggio e allo Stato Pontificio Bologna e la Romagna. Lo Stato della Chiesa, che aveva abolito le vecchie province sostituendole con le legazioni, creò la «Legazione pontificia di Romagna», che si estendeva da Imola lungo la via Emilia (all'epoca denominata «Strada romana») sino a comprendere le attuali province di Ravenna, Forlì e Rimini. A capo della legazione fu posto un cardinale legato, dipendente direttamente da Roma e con ampi poteri.
Fu un assetto stabile, che restò immutato per ben tre secoli, fino all'unificazione dell'Italia.
Nel 1598 lo Stato della Chiesa rientrò in possesso dell'intero Ducato di Ferrara. Il papato creò la Legazione di Ferrara, che comprendeva tutti i territori appartenuti agli Este, inclusi i feudi della Romagna estense.
Alcuni territori della Romagna rimanevano sotto il dominio del Ducato di Firenze. Cosimo I de' Medici, salito al potere alla metà del secolo, 
consolidò il dominio fiorentino nei territori della Romagna toscana; l'evento più noto fu la costruzione ex novo della città-fortezza di Terra del Sole. La "Romagna toscana" era composta dalle vallate del Montone (da Terra del Sole a monte), del Bidente (da Santa Sofia a monte) e del Savio (da Sorbano a monte). Le tre vallate rimasero assoggettate a Firenze fin oltre la prima guerra mondiale.

### L'occupazione napoleonica e le insorgenze antigiacobine
Sul finire del XVIII secolo la politica giurisdizionalista dei granduchi di Toscana portò alla soppressione dell'abbazia di Galeata e all'aggregazione dei suoi territori toscani alla Diocesi di Sansepolcro e romagnoli alla Diocesi di Bertinoro (1785).
Nel 1794 il comune di Castel Bolognese, enclave di Bologna in territorio romagnolo, venne distaccato dalla Legazione di Bologna e fu annesso a quella di Ravenna. Nel 1795 fu inaugurato il primo servizio regolare di corrispondenza fra la Romagna e Roma. Una diligenza dello stato partiva ogni settimana dalla capitale e raggiungeva la Romagna, portando a conoscenza di tutti, i fatti che erano accaduti a Roma.
Nel 1796 la Romagna fu invasa dai francesi di Napoleone. Oltre a causare alcuni noti fatti tragici (sacco di Lugo, spoliazioni, pesanti contribuzioni), i napoleonici trapiantarono in Romagna la loro organizzazione del territorio, la cui unità amministrativa fondamentale è il dipartimento.
Con decreto 27 luglio 1797 l'ex Legazione pontificia di Romagna fu organizzata in due Dipartimenti
- Dipartimento del Lamone (che comprende anche Ravenna), con sede a Faenza;
- Dipartimento del Rubicone, con sede a Rimini.

Nei dipartimenti entrò in vigore la legge francese. Il 5 settembre 1798, in seguito alla riorganizzazione territoriale della Repubblica Cisalpina, il Dipartimento del Rubicone inglobò i territori del Dipartimento del Lamone. Fu eletta a nuovo capoluogo della circoscrizione unica Forlì, grazie alla sua centrale posizione geografica. Per la prima volta nella storia, Ravenna cessò di essere la prima città della Romagna.
Tra il 1796 e il 1799 si moltiplicarono le Insorgenze antigiacobine in Romagna. La prima a sollevarsi fu Forlì, il 2 giugno 1796.
Il 27 giugno insorse Ravenna con tutto il contado. Il 29 giugno si sollevò Faenza, dove il popolo disarmò le truppe francesi rinchiudendole nella rocca, mentre i giacobini locali furono messi nelle condizioni di non nuocere. Il 30 giugno insorsero Rimini, Lugo, Fusignano, Bagnacavallo, Solarolo, Bagnara, Massa Lombarda, S. Agata sul Santerno, Conselice e Argenta. In tutte queste rivolte furono protagonisti i ceti popolari. A Cesena anche gli aristocratici si unirono agli insorti. La città si sollevò in autunno; dalla città la rivolta si estese a tutti i villaggi circostanti. Si sollevarono anche Meldola, Bertinoro, Mercato Saraceno, Sarsina, Forlimpopoli e Castel Bolognese.
Il 1797 fu l'anno della sollevazione di tutte le campagne del Montefeltro. Si sollevarono San Leo, Montegrimano e Sant'Agata Feltria, Monte Cerignone. In marzo l'Insorgenza si allarga a tutta la Val Conca, dove i soli paesi di Tavoleto e Sogliano fornirono più di 1.300 insorti.
Il 1798 si aprì con l'insurrezione di Faenza, che si protrasse dal 2 al 5 febbraio; l'8 e il 9 aprile invece a sollevarsi fu nuovamente Ravenna.
Il 1799 fu l'anno della grande Insorgenza che portò alla liberazione della Romagna dalle truppe napoleoniche. Fu determinante l'aiuto di Austria e Russia, che nel 1798 si erano coalizzate contro la Francia rivoluzionaria. Il 7 aprile avvenne la prima Insorgenza di Rimini. Il 17 maggio a Lugo il conte Matteo Manzoni, proclamato Comandante in campo degli insorgenti, forte dell'avanzata delle truppe austro-russe comandate dal gen. Suvorov, al grido di "Viva Francesco II! Viva Pio VI!" abbatté i simboli repubblicani e affisse stemmi pontifici e immagini della Vergine Maria. Il 27 maggio insorsero tutti i paesi delle vallate tra il Cesenate e Montefeltro. Il 30 maggio gli insorti di Forlì, Lugo e Ravenna, coalizzati insieme, liberarono Faenza costringendo le truppe del generale Hulin alla fuga. Nello stesso giorno divampò la Grande Insorgenza riminese. Rimini era occupata dalle truppe del generale Fabert, in allarme per l'imminente sbarco di un vascello austriaco. La rivolta fu guidata da un pescatore, Giuseppe Federici. Marinai e pescatori costrinsero le truppe francesi ad asserragliarsi dentro la città. Gli austriaci sbarcarono indisturbati e marciarono insieme ai riminesi; i francesi, vista la mala parata, lasciarono la città. Il giorno seguente fu grande festa. Fabert ritentò l'attacco a sorpresa, ma fu respinto e costretto alla fuga sull'appennino. Fu preso e catturato a San Leo dagli insorti. Il 21 giugno gli austriaci assunsero ufficialmente le funzioni di governo.
Nel 1800 i francesi riconquistarono i territori persi l'anno precedente (Vittoria di Marengo, 14 giugno) e ristabilirono il loro dominio sulla Romagna. Fecero chiudere la gloriosa università di Cesena (vecchia di 5 secoli) in parte per non dare concorrenti a Bologna e in parte per fare uno sgarbo al cesenate Pio VI, irriducibile avversario di Napoleone, che il Bonaparte aveva costretto a lasciare Roma e teneva in semilibertà a Parigi. Nel periodo napoleonico nacque e si diffuse in Romagna un notabilato di idee giacobine. A Milano fu rifondata la Repubblica Cisalpina e fu ripristinato il Dipartimento del Rubicone con capoluogo Forlì.
Tra il 1813 e il 1815 la Romagna fu conquistata e persa ripetutamente da austriaci e francesi in lotta tra loro:
- fine novembre 1813: Napoleone perse la Campagna di Russia. L'Austria ne approfittò invadendo l'Italia: l'8 dicembre occupò Ravenna, poi il resto della Romagna, abolendo le prefetture e sostituendole con delegati di governo (in realtà uomini dell'esercito). Gli austriaci insediarono un organismo di governo a Bologna per i tre dipartimenti (Reno, Basso Po e Rubicone);
- febbraio-marzo 1814: il francese Gioacchino Murat, re delle due Sicilie, mosse guerra all'Austria. La Romagna venne divisa in due zone d'occupazione, napoletana e austriaca; il Murat nominò un proprio prefetto a capo del Rubicone. Tale assetto fu di breve durata: il 17 marzo Napoleone Bonaparte, sconfitto dalla Sesta coalizione, abdicò e fu esiliato all'isola d'Elba, perciò Murat si ritirò a Napoli. Gli austriaci ripresero il sopravvento e abolirono nuovamente le prefetture. Papa Pio VII poté rientrare dalla prigionia in terra di Francia. Nel viaggio di ritorno il papa cesenate attraversò la Romagna (aprile-maggio). Il notabilato locale lo accolse freddamente; molto più calda fu la reazione popolare, come avvenne a Forlì il 15 aprile.
- Durante i Cento giorni del ritorno napoleonico (20 marzo - 8 luglio 1815), il Murat occupò di nuovo la Romagna, nominò un nuovo prefetto al dipartimento del Rubicone e diede vita all'effimero Dipartimento della Pineta, con capoluogo Ravenna. Sconfitto Napoleone dalla Settima coalizione, in Romagna ritornarono gli austriaci, che ripristinarono la situazione da essi creata nel 1813;
- 1815: il 9 giugno, al Congresso di Vienna, le potenze europee (che avevano dichiarato "illegale" il ritorno di Napoleone) decisero la restituzione alla Santa Sede dei suoi possedimenti. Il 18 luglio la Romagna fu riconsegnata allo Stato della Chiesa. Fu così ripristinato lo status quo ante.

### Dopo la Restaurazione
Nel 1816 Roma riorganizzò il proprio territorio: le undici province storiche vennero sostituite da diciassette unità amministrative. Quanto al ripristino della Legazione di Romagna, tra Forlì e Ravenna si accese una disputa: Forlì voleva mantenere il titolo di capitale, mentre Ravenna voleva che venisse ripristinato il suo primato. La decisione della Santa Sede fu salomonica: Papa Pio VII, con il motu proprio del 6 luglio 1816, creò due Legazioni, una con capoluogo Forlì e una con capoluogo Ravenna. Un'altra importante modifica territoriale riguardò la valle del Marecchia. Nello stesso motu proprio l'alta Valmarecchia fu distaccata dalla Legazione di Forlì e annessa alla delegazione apostolica di Urbino e Pesaro.
Di fronte al ripristino del potere temporale del Papa, i notabili legati al regime giacobino si organizzarono in società segrete (di matrice massonica), che presero parte attiva nei moti del 1820-21 e del 1830-31.
In seguito ai moti del 1831, l'Impero austriaco, alleato e protettore della Santa Sede, consigliò al Papa di introdurre una serie di riforme nel governo delle Legazioni: maggiore decentramento e contemporanea eliminazione del monopolio degli ecclesiastici nelle più alte cariche amministrative. Queste riforme dovevano andare incontro alle aspirazioni dei cittadini, che auspicavano di contare di più.

Il governo pontificio ascoltò i consigli di Vienna, ma l'editto di riforma dell'amministrazione locale, emanato il 5 luglio 1831, deluse in gran parte le attese poiché lasciava quasi tutto come prima. Col tempo, l'opposizione si rinvigorì con la propaganda mazziniana e l'azione garibaldina, che trovarono in Romagna un terreno favorevole al loro diffondersi.
In quel periodo i tre porti principali della Romagna erano Ravenna, Rimini e Cesenatico. Il primo movimentava mille unità all'anno, il secondo 800 e il terzo circa 200. Mentre nei primi due porti si commerciava praticamente di tutto, Cesenatico si connotava essenzialmente per la pesca. Il movimento rimase costante per molto tempo. Verso la fine dell'Ottocento le quote erano sostanzialmente le stesse.

### Dal Risorgimento all'Unità d'Italia
Nei confronti del governo pontificio, i romagnoli avevano due atteggiamenti opposti tra loro: nelle città covava il malcontento e la spinta rivoluzionaria; nelle campagne e in collina, invece, la popolazione non dimostrava insofferenza verso i Legati pontifici, ed era abbastanza refrattaria ai movimenti liberali.

A partire dal 1830 si costituiscono un po' in tutta la Romagna gruppi di «Volontari Pontifici». Si tratta formazioni militari autoorganizzate nate con lo scopo della difesa dell'ordine pubblico. Erano aperte a tutti: il reclutamento, infatti, avveniva senza distinzione di censo. Dal canto suo, la massoneria romagnola si schierò prevalentemente con la parte repubblicana, nonostante la compresenza di massoni vicini a Casa Savoia (Luigi Carlo Farini).
Nuovi moti rivoluzionari scoppiarono nel 1845. A Rimini gli insorti presero la città e la tennero per tre giorni. Il primo giorno della rivolta, saputo degli accadimenti, l'esule Luigi Carlo Farini, da Lucca pubblicò il Manifesto delle popolazioni dello Stato Romano ai Principi ed ai popoli d'Europa, che fu immediatamente ripreso nella cittadina romagnola e da lì diffuso in tutta Italia con il nome Manifesto di Rimini. Nel 1846 il torinese Massimo d'Azeglio pubblicò la sua opera Degli ultimi casi di Romagna. Il pamphlet ebbe un successo inaspettato e divenne uno dei manifesti del programma moderato per il Risorgimento della nazione.
Nel 1848 si ebbe un'altra ondata di moti popolari che attraversarono tutta la penisola e sfociarono, a Roma, nella creazione della Repubblica Romana. Dopo la caduta della Repubblica (1849) la Santa Sede ripristinò la sua autorità al Nord chiamando in aiuto l'esercito austriaco, che scese dal Veneto e occupò il territorio delle quattro Legazioni. Fuggiasco da Roma, Giuseppe Garibaldi giunse nella Repubblica di San Marino, dove elaborò un piano per andare in soccorso di Venezia, assediata dagli austriaci. Salpato da Cesenatico, fu però bloccato dagli imperiali. Ritornò a terra nei pressi di Ravenna; qui morì la moglie Anita e vennero catturati gli amici Ugo Bassi e Angelo Brunetti. Scampato fortunosamente alla cattura, Garibaldi riparò sull'Appennino, dove fu aiutato da don Giovanni Verità, parroco di Modigliana, cittadina della Romagna toscana, a raggiungere un porto sul mare Tirreno da cui si imbarcò per il Regno di Sardegna.

Gli austriaci crearono un presidio a Piacenza (nel Ducato) e tre nello Stato Pontificio: a Bologna, Ferrara e Ancona.
Nel 1855 la Romagna fu colpita da un'epidemia di colera. Si ammalarono 20.706 persone, con 12.129 decessi.
Nell'estate 1857 Papa Pio IX, a 350 anni di distanza da Papa Giulio II, effettuò un viaggio nelle Legazioni romagnole (che erano state accorpate sette anni prima in un'unica «Legazione delle Romagne» con capoluogo Bologna). Partito da Roma il 4 maggio, percorse tutta la via Flaminia; giunto in Romagna (1º giugno), visitò tutti i centri da Cattolica a Imola, dove giunse il 9 giugno. Il 21 luglio si fermò a Bologna e poi si diresse verso Ravenna (26 luglio). Fu l'ultimo viaggio di un Capo dello stato pontificio in Romagna.
Il 4 giugno 1859 l'esercito franco-piemontese sconfisse l'esercito austriaco nella Battaglia di Magenta (Seconda guerra d'indipendenza). Dopo la sconfitta, le truppe austriache ritirarono i propri presidi stanziati a sud del Po. Ne approfittò subito il Regno di Sardegna che inviò nelle Legazioni pontificie due reggimenti di bersaglieri e altri "volontari". L'11 giugno il Legato pontificio di Bologna fu obbligato a lasciare la città; il giorno dopo quello di Ravenna ne seguì la sorte. Le proteste del Papa non sortirono alcun effetto poiché l'operazione aveva già ottenuto il via libera della Francia, che in cambio avrebbe ricevuto da Vittorio Emanuele II la contea di Nizza e la Savoia. Terminava così di fatto il plurisecolare dominio pontificio sulla Romagna.

Sotto la supervisione di Massimo d'Azeglio, inviato da Torino per gestire la fase di transizione tra il vecchio e il nuovo regime, a Bologna si instaurò una giunta di governo formalmente autonoma («Giunta centrale»), con giurisdizione su tutto il territorio dell'ex Legazione. Lo Scudo pontificio fu suddiviso in 100 bajocchi: il 28 giugno 1859 venne introdotta per decreto la Lira italiana di 100 centesimi, rapportando lo scudo a 5 lire e il bajocco a 5 centesimi. Per diversi decenni scudi e bajocchi (e anche le svanziche del Lombardo-Veneto), rimasero moneta circolante (data la carenza degli spiccioli) e le banche continuarono a prestare servizio di cambiavalute.

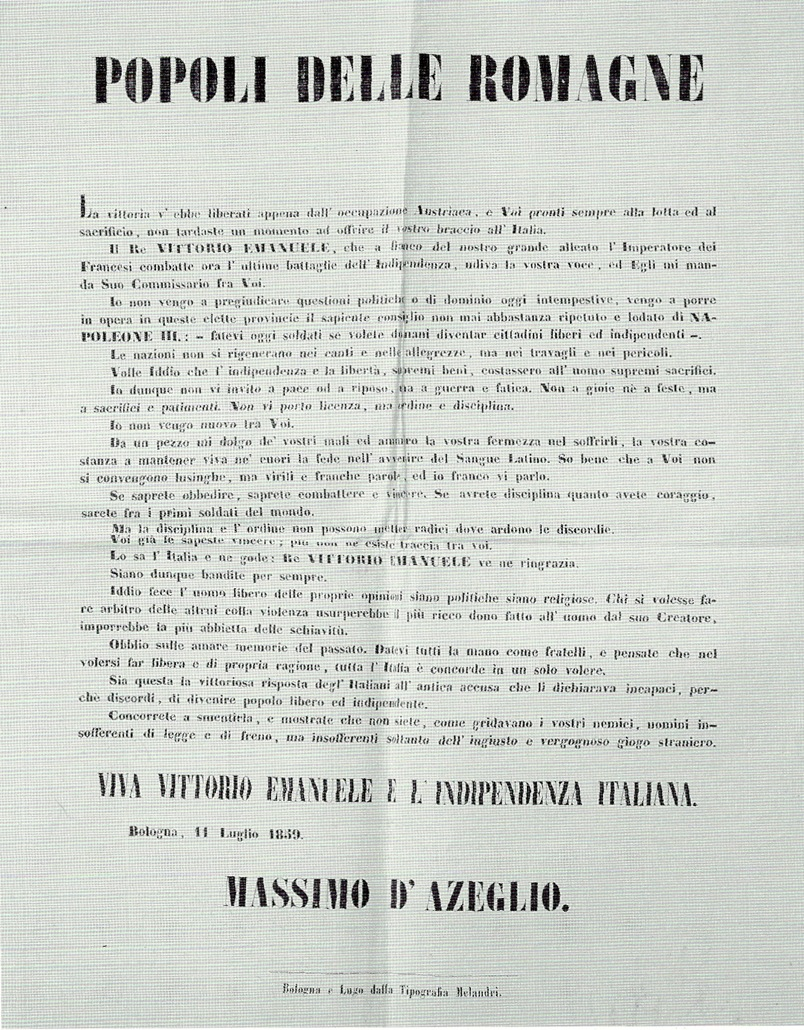
Invito di Massimo D'Azeglio alla calma rivolto agli abitanti delle ex Legazioni Pontificie. Bologna, 11 luglio 1859

L'Armistizio di Villafranca (11 luglio) modificò la situazione: i re di Francia e Austria si accordarono separatamente, scavalcando il primo ministro di Casa Savoia, Camillo Cavour, che per protesta si dimise. In base ai loro accordi, le Legazioni pontificie sarebbero ritornate alla Chiesa. Ma ormai le truppe piemontesi avevano già preso possesso del territorio. Per evitare il ritorno dello Stato pontificio furono approntate le seguenti misure:
- Formazione di un'entità provvisoria che sostituiva la Legazione, chiamata «Le Romagne», sotto la guida di un governatore nominato dal Regno di Sardegna, con sede a Bologna. Per il primo mese "Le Romagne" vennero rette da un Regio commissario; il 2 agosto venne nominato il primo "Governatore generale delle Romagne", Leonetto Cipriani[63];
- Abolizione dei dazi doganali tra i territori conquistati (Ducati e Legazione);
- Creazione di una forza militare per respingere eventuali tentativi di riconquista provenienti da Roma. L'esercito fu denominato «Lega dell'Italia Centrale» (poiché serviva anche a controllare i confini tra Granducato di Toscana e Stato Pontificio) e fu posto sotto il comando del generale Manfredo Fanti, con Giuseppe Garibaldi comandante in seconda;
- Elezione di un organo consultivo[64], l'«Assemblea Nazionale dei popoli delle Romagne», con sede a Bologna, presieduto da Marco Minghetti, per votare la richiesta di annessione al Regno di Sardegna.

Il 6 settembre l'Assemblea delle Romagne deliberò la richiesta di annessione. Il giorno successivo fu dichiarato decaduto il dominio dello Stato Pontificio nel territorio dell'ex Legazione. Il nuovo governo si accollò il debito pubblico dell'amministrazione pontificia.
Il generale Garibaldi aveva ricevuto l'incarico di controllare il confine con le Marche, per respingere un eventuale attacco dell'esercito pontificio. Il generale andò oltre il compito assegnatogli, attraversando egli stesso il confine con le Marche. Fanti bloccò in tempo l'operazione, considerata prematura e improvvida (mancava infatti il consenso dell'Imperatore Napoleone III).

Il 23 ottobre il ministro dell'interno del Regno di Sardegna emise un decreto (conosciuto come Decreto Rattazzi) che riordinava l'assetto amministrativo del Regno, dividendo il territorio in Province, Circondari, Mandamenti e Comuni. Il decreto fu immediatamente applicato anche nei territori conquistati: vennero create le Province di Ravenna e Forlì, i cui confini coincidevano con quelli pontifici del 1850.
Il 9 novembre i governi provvisori delle Romagne, di Modena e di Parma vennero fusi e adottarono lo Statuto Albertino. La nuova entità prese il nome di «Provincie provvisorie», retta da un "dittatore", sempre di nomina sabauda (Luigi Carlo Farini), con capoluogo Bologna.
Seguì l'abolizione di feudi, fidecommessi e censura preventiva sulla stampa. Si procedette alla creazione di nuove camere di commercio e dei Provveditorati agli studi. Terminata questa fase, si ritenne conclusa la missione di Cipriani; al suo posto giunse a Bologna il principe di Carignano.
Il 30 novembre, Farini fece pubblicare il decreto che unificava, a far data dall'8 dicembre, gli ex ducati e le ex Legazioni, che il 25 dicembre assunsero il nome di «Regie provincie dell'Emilia». L'amministrazione riprese un'antica denominazione augustea, caduta in desuetudine da quattordici secoli (al tempo dei romani, Aemilia indicava il territorio da Piacenza a Rimini e parte della Liguria).
Il 27 dicembre 1859, il dittatore ridefinì le circoscrizioni territoriali aggregando il Comune di Imola e alcuni centri limitrofi alla Provincia di Bologna.
Negli stessi giorni fu effettuato l'ultimo tentativo per indurre lo Stato della Chiesa a rinunciare volontariamente alle ex Legazioni. Ottenuta ancora una risposta negativa da parte del pontefice, Farini organizzò dei plebisciti d'annessione al Regno di Sardegna. Furono chiamati a votare i 526.218 cittadini maschi maggiori di 21 anni. Le consultazioni si tennero nei giorni 11 e 12 marzo 1860. La vittoria dei sì fu schiacciante. Il 15 marzo, visti i risultati dei plebisciti, i territori vennero annessi definitivamente al Regno di Sardegna.
Il 18 marzo Vittorio Emanuele II di Savoia firmò il decreto che sanciva l'avvenuta annessione. Il 26 marzo, Pio IX, con il breve Cum Catholica Ecclesia, scomunicò i responsabili dell'annessione delle Legazioni Pontificie allo Stato sabaudo, comprendendo anche i sudditi pontifici che li avevano fiancheggiati.

Il 17 marzo 1861 le province romagnole entrarono a far parte del nuovo Regno d'Italia.

### Il Regno d'Italia
Nel 1884 i comuni della valle del Santerno vennero annessi alla Provincia di Bologna, seguendo così il destino di Imola.

Nella seconda metà dell'Ottocento la Romagna manteneva alti tassi di brigantaggio: un rapporto del 1871 firmato da Stefano Pivato mostra che si contava un omicidio ogni 6.122 abitanti, contro gli 11.707 della Toscana e 28.923 della Lombardia. Ma la violenza era endemica: nel triennio 1890-92, per i soli reati di violenza, resistenza e oltraggio alle autorità, sulle 69 province del Regno, Ravenna si collocava al 23º posto e Forlì al 24°. Per gli omicidi Forlì era classificata al 21º posto e Ravenna al 29º posto. Nell'intero quadrante settentrionale, la Romagna era, nelle classifiche dei reati, ai primi posti.

## Il Novecento

### Il passaggio della Seconda guerra mondiale

#### Lotta partigiana
Fin dall'autunno 1943 si organizzarono i primi gruppi armati antifascisti. Le brigate partigiane che operarono in territorio romagnolo furono:
- 8ª Brigata Garibaldi "Romagna", costituita alla fine del 1943, attiva nell'Appennino forlivese;
- 28ª Brigata Garibaldi "Mario Gordini", che ha operato dall'estate 1944 in Provincia di Ravenna e nel Veneto;
- 29ª Brigata GAP "Gastone Sozzi", formata nell'estate 1944 e attiva nel territorio di Forlì-Cesena e Rimini;
- 36ª Brigata Garibaldi "A. Bianconcini", nata nel maggio 1944 e operativa nell'Appennino imolese e faentino. La 36ª Brigata fu protagonista, assieme agli anglo-americani, dei cruenti scontri contro le forze tedesche al Monte Battaglia (715 m). La vetta fu conquistata il 28 settembre 1944, dopo tre giorni di combattimenti.

#### Operazioni militari tra agosto e dicembre 1944
Nella primavera del 1944 i tedeschi avevano costruito una linea fortificata, denominata Linea Gotica, che si estendeva da Rimini a La Spezia. La linea gotica costituiva l'ultima forte linea difensiva tedesca prima della pianura padana. Il punto centrale del fronte era localizzato poco a nord di Bologna, a cavallo del torrente Idice.
Nel bolognese e in Romagna la fortificazione era difesa da due armate: la Xª, schierata dall'Adriatico fino a Bologna, che si componeva di un corpo corazzato e di un corpo paracadutisti; la XIVª, che era schierata dal torrente Idice al mar Tirreno, con un corpo corazzato e un corpo da montagna (con una divisione italiana).
Gli alleati si disposero come segue:
- sul fronte adriatico l'VIII Armata britannica, che raggruppava forze provenienti da tutto il Commonwealth;
- sul fronte tirrenico la V Armata USA.

Il 25 agosto scattò l'«Operazione Olive». Il piano prevedeva l'attacco congiunto dei due eserciti. Ma riuscì solo in parte: i britannici sfondarono la linea e avanzarono sul terreno liberando Rimini (21 settembre), Santarcangelo (il 25) e Savignano sul Rubicone (il 27).
Invece sul crinale appenninico il tentativo di sfondamento non riuscì. Gli americani occuparono in settembre Marradi e Palazzuolo sul Senio; presero Castel del Rio (26 settembre); quindi conquistarono, in un'azione congiunta con i partigiani, Monte Battaglia (28 settembre). Poi il fronte si arrestò per due mesi: Casola Valsenio e Fontanelice (Valle del Santerno) furono prese rispettivamente il 29 e il 30 novembre. A dicembre le operazioni militari si arrestarono: nella valle del Senio a Borgo Rivola (6 km a valle da Casola) e nella valle del Santerno a Tossignano.
Sul versante adriatico, nello stesso periodo, l'esercito del Commonwealth era riuscito ad avanzare progressivamente:
- Ottobre 1944. Superato il Rubicone, vengono liberate Cesena (19 ottobre), Cesenatico (20 ottobre) e Cervia (23 ottobre).
- 9 novembre 1944. Dopo aver attraversato il Savio e il Ronco, gli inglesi entrano a Forlì: gli Alleati, dopo questo successo dal grande valore propagandistico, sono ormai soddisfatti, tanto che già il 13 novembre viene emanato il noto Proclama Alexander sulla conclusione della campagna estiva. Ne seguono attività di consolidamento, che portano alla liberazione di altre due città:
  - 2-4 dicembre 1944: dopo aver passato il Montone e i Fiumi Uniti gli alleati liberano Ravenna;
  - 16 dicembre 1944: dopo aver passato il Lamone, Faenza viene liberata dalle truppe neozelandesi.

A quel punto, tutte le iniziative offensive furono sospese fino all'aprile successivo.
I tedeschi si riorganizzarono e costruirono una nuova linea difensiva:
- nella valle del Santerno passava da Tossignano, mentre nella valle del Senio toccava Borgo Rivola;
- la seconda barriera difensiva fu posta lungo il corso del Senio (da Borgo Rivola ad Alfonsine) e sulla sponda sinistra del Reno.

Il fronte rimase immobile per tutta la stagione invernale, fino all'aprile 1945.

#### Offensiva dell'aprile 1945
Lungo il fronte sul fiume Senio era schierata l'VIII Armata britannica, composta dal V, X e XIII Corpo d'Armata britannico e dal II Corpo d'Armata polacco. All'azione parteciparono tre Gruppi di Combattimento italiani: il «Cremona» (nel V Corpo), il «Friuli» (nel X) e la «Folgore» (nel XIII Corpo d'Armata). Combatterono in prima linea anche i soldati della Brigata Maiella. Dietro gli argini di destra del Reno e del Senio, e al riparo di essi, venne preparata la grande offensiva. Gli Alleati scatenarono l'attacco congiuntamente a Nord e a Sud del fronte. A Nord: il 1º aprile 1945 la LXXVIª divisione britannica iniziò l'attacco nella zona di Comacchio. Parteciparono alle operazioni i partigiani delle brigate Garibaldi. A Sud: nell'alta valle del Senio la base principale delle fortificazioni tedesche era Riolo Terme. L'VIII Armata britannica (dopo un primo tentativo fallito effettuato il 25 marzo) attaccò la notte tra il 9 e il 10 aprile. Il piano prevedeva un pesante cannoneggiamento del territorio a tappeto. Coperti dal fuoco amico, i soldati di fanteria (neozelandesi, polacchi, italiani, indiani, scozzesi, irlandesi e britannici in generale) passarono il Senio. Stabilite le prime teste di ponte, alle primissime luci dell'alba del 10 aprile gli Alleati furono già in sicurezza sul terreno occupato. La linea difensiva dei tedeschi sul Senio tra Alfonsine e Lugo fu spezzata dal Gruppo di Combattimento «Cremona».
| Tappe della liberazione delle città romagnole tra Senio e Sillaro | Tappe della liberazione delle città romagnole tra Senio e Sillaro | Tappe della liberazione delle città romagnole tra Senio e Sillaro |
| Data                                                              | Centro abitato                                                    | Liberatori |
| ----------------------------------------------------------------- | ----------------------------------------------------------------- | --- |
| 10 aprile                                                         | Cotignola Lugo Alfonsine e Fusignano                              | 2ª Divisione (della Nuova Zelanda) del V Corpo d'Armata britannico 8ª Divisione (dell'India) Gruppo di Combattimento «Cremona»                                          |
| 11 aprile                                                         | Tossignano Riolo Bagni Bagnara Solarolo                           | Gruppo di Combattimento «Folgore» Gruppo di Combattimento «Friuli» II Corpo d'armata polacco 43ª Divisione Gurka (indiani) e 3ª Divisione del II Corpo d'armata polacco |
| 12 aprile                                                         | Castel Bolognese Sant'Agata sul Santerno Casalfiumanese           | 3ª Divisione del II Corpo d'armata polacco 8ª Divisione indiana Gruppo di Combattimento «Folgore»                                                                       |
| 13 aprile                                                         | Mordano Massa Lombarda                                            | 4ª Brigata della 3ª Divisione polacca 2ª Divisione (della Nuova Zelanda) del V Corpo d'Armata britannico                                                                |
| 14 aprile                                                         | Imola Conselice e Lavezzola Filo                                  | 3ª Divisione del II Corpo d'armata polacco 46ª Divisione britannica 56ª Divisione britannica                                                                            |
| 15 aprile                                                         | Dozza Toscanella                                                  | Gruppo di Combattimento «Folgore» II Corpo d'armata polacco |

Operazioni del Gruppo di Combattimento "Folgore" nell'aprile 1945

La Bastia (località situata pochi km a nord di Lavezzola), estremità nord-ovest della Romagna, venne liberata il 16 aprile dalla 56ª Divisione britannica.

## L'Italia repubblicana
Il discorso regionalistico che non si afferma con il regime sabaudo torna all'ordine del giorno dopo il 2 giugno 1946, entrando nei lavori dell'Assemblea Costituente. A sostenere l'autonomia romagnola sono personaggi come Aldo Spallicci, Giuseppe Fuschini, Emilio Lussu.
La Romagna ha avuto un'importanza fondamentale nella costruzione culturale e politica dell'Italia repubblicana. La storica identità repubblicana e antimonarchica della regione si saldò con una partecipazione molto attiva e sofferta alla lotta di liberazione, e alla contemporanea elaborazione di una nuova identità politica e civile.
La provincia di Ravenna in particolare dette un contributo vitale alla causa repubblicana, e con il suo 91% dei voti a favore della repubblica nel referendum del 2 giugno 1946, si attesta come provincia italiana con il maggior numero delle preferenze per la scelta repubblicana. Il comune di Alfonsine, nella provincia di Ravenna, fu in assoluto il comune più "repubblicano" d'Italia: i voti alla repubblica raggiunsero lì il 99% dei suffragi.
Nel 1992 il circondario di Rimini fu eretto a provincia: la città di Fellini divenne il terzo capoluogo romagnolo. Nel 2009 sette comuni dell'alta Valmarecchia (Casteldelci, Maiolo, Novafeltria, Pennabilli, San Leo, Sant'Agata Feltria e Talamello), passarono, tramite referendum, dalle Marche alla Provincia di Rimini. Fu un fatto storico poiché per la prima volta una modifica territoriale tra due regioni avveniva nella corretta applicazione dell'art. 132 della Costituzione.
Nel 2021 è avvenuto il passaggio alla provincia di Rimini di altri due comuni ex-marchigiani: Montecopiolo e Sassofeltrio.

### Approfondimenti
- Biondo Flavio: Italia illustrata (XV secolo)
- Leandro Alberti: Descrittione di tutta Italia (metà XVI secolo)
- Francesco Guicciardini: Historia d'Italia(1561)
- Francesco Sansovino: Della origine e de' fatti delle famiglie illustri d'Italia (1609)
- Ludovico Antonio Muratori: Annali d'Italia (1751)
- Basilio Amati: Delle origini romagnuole (1831)
- Antonio Vesi: Storia di Romagna dal principio dell'Era volgare ai nostri giorni (1845)